# Tragic Kingdom
Tragic Kingdom — третий студийный альбом американской рок-группы No Doubt, выпущенный 10 октября 1995 года на лейблах Trauma Records и Interscope Records. Это был последний альбом с участием оригинального клавишника Эрика Стефани, который покинул группу в 1994 году. Альбом был спродюсирован Мэттью Уайлдером и записан в 11 студиях в районе Большого Лос-Анджелеса в период с марта 1993 по октябрь 1995 года. В период с 1995 по 1998 год из альбома было выпущено семь синглов, в том числе «Just a Girl», который попал в чарты Billboard Hot 100 и UK Singles Chart, и «Don't Speak», который возглавил чарт Hot 100 Airplay и вошёл в первую пятерку многих чартов других стран.
Альбом получил в основном положительные отзывы музыкальных критиков и стал самым коммерчески успешным альбомом группы, заняв первое место в Billboard 200, а также возглавив чарты Канады и Новой Зеландии. На 39-й ежегодной премии «Грэмми» No Doubt были номинированы на премии Лучший новый исполнитель и Лучший рок-альбом. Альбом разошёлся тиражом более 16 миллионов копий по всему миру и был сертифицирован Американской ассоциацией звукозаписывающих компаний (RIAA) как «бриллиантовый» в Соединённых Штатах и Канаде, «платиновый» в Соединённом Королевстве и трижды «платиновый» в Австралии. Tragic Kingdom помог возродить ска в 1990-х годах, побудив тем самым звукозаписывающие компании подписать контракты с другими ска-группами и помогая им добиться успеха. В 2003 году журнал Rolling Stone поместил Tragic Kingdom на 441-е место в списке «500 величайших альбомов всех времён».
No Doubt отправились в турне в поддержку альбома. Он был разработан Project X и просуществовал два с половиной года. Выступление в начале 1997 года в спортивном комплексе «Arrowhead Pond of Anaheim» было снято и выпущено в качестве видеоальбома под названием Live in the Tragic Kingdom на VHS, а затем и на DVD.

## Предыстория
No Doubt выпустили свой одноимённый дебютный альбом в 1992 году, через год после подписания контракта с лейблом Interscope. Звучание альбома, ориентированное на поп-музыку, резко контрастировало с музыкой гранжа, жанром, который в то время был очень популярен в Соединённых Штатах. Альбом разошёлся тиражом в 30 000 копий; по словам программного директора KROQ, радиостанции в Лос-Анджелесе, на которой это было одной из главных амбиций группы, «потребовалось бы действие Бога, чтобы эта группа попала на радио». Группа начала работу над своим вторым альбомом в 1993 году, но Interscope Records забраковал большую часть материала, и объединил группу с продюсером Мэттью Уайлдером. Клавишник Эрик Стефани не хотел, чтобы кто-то контролировал процесс работы группы за её пределами и в конце концов прекратил запись и репетиции. Эрик становился всё более подавленным, и в сентябре 1994 года он перестал посещать репетиции, хотя обычно они проходили у него дома. Вскоре он покинул группу, чтобы продолжить карьеру аниматора в анимационном ситкоме «Симпсоны». Затем басист Тони Канэл разорвал свои семилетние отношения с Гвен Стефани.
Группа решила спродюсировать свой следующий альбом самостоятельно и записала свой второй альбом, The Beacon Street Collection, в домашней студии. Два сингла «Squeal» и «Doghouse» были выпущены под их собственным лейблом Beacon Street Records. Несмотря на лимит продаж, альбом разошёлся тиражом в 100 000 копий. Релиз впечатлил Interscope Records и позволил группе возобновить процесс записи альбома, над которым No Doubt работали в 1993 году, и обеспечил его финансирование.

## Производство

### Создание и запись
Tragic Kingdom был записан в 11 студиях в Лос-Анджелесе, начиная с марта 1993 года по 1995 год и выпущен в октябре 1995 года. Группой был заинтересован Пол Палмер, который ранее работал с Bush. После микширования первого сингла с Дэвидом Дж. Холманом, «Just a Girl», Палмер и Холман продолжили делать то же самое с остальной частью альбома. Он хотел выпустить альбом на своём собственном лейбле Trauma Records, который уже был связан с Interscope Records, и ему удалось получить контракт с No Doubt.

### Название и обложка
Альбом назван в честь парка в Диснейленде, который находится в Анахайме (Калифорния), где выросли участники группы. Фотографии и обложка для альбома были сделаны фотографом и художником Даниэлем Арсено. Гвен изображена на переднем плане, в то время как остальные участники группы изображены в апельсиновой роще на заднем плане. Гвен настаивала на том, чтобы Эрик также был изображён на обложке альбома, объяснив это тем, что, несмотря на его уход из группы, он внёс существенный вклад в альбом. На обложке Эрик смотрит в сторону от камеры. Фотографии на обложке и в примечаниях были сделаны на городских улицах в их родном округе Ориндж (а именно в Анахайме) и в апельсиновых рощах. Красное платье, в котором была Гвен на обложке, было одолжено Hard Rock Cafe, а позже выставлено в центре музея Фуллертона на выставке под названием «The Orange Groove: Orange County's Rock n' Roll History». Платье, оценённое в 5000 долларов США, было украдено с выставки в январе 2005 года.

## Музыкальный стиль и тематика песен
Музыка на Tragic Kingdom включает в себя элементы самых разных музыкальных жанров. Ска, ска-панк, поп и рок — жанры, наиболее определяющие звучание альбома. Звучание также содержит элементы панк-рока, новой волны, фанка, ска третьей волны и пост-гранжа, а также танцевальные ритмы, на которые повлияли регги, ска, фламенко и техано, среди прочих. Помимо всего прочего, для записи нескольких песен альбома использовались духовые инструменты, такие как валторна.
Многие тексты песен были написаны вокалисткой Гвен Стефани и касались её жизненного опыта. Песни из No Doubt и The Beacon Street Collection были написаны в основном Эриком Стефани, который покинул группу после завершения работы над Tragic Kingdom. Это привело к изменению музыкального стиля. Гитарист Том Дюмон объяснил изменения звучания в интервью Backstage Online:
Что ж, есть причина, по которой звучание нашей музыки изменилось, и это не потому, что мы продались — легко сказать. Эрик, наш клавишник, раньше писал большинство песен. Он был главной творческой силой в группе на протяжении многих лет. И в какой-то момент после выхода этого первого альбома у него появилось что-то личное, как будто ему не нравились гастроли, ему не нравилось всё это. Ему просто нравилось заниматься сочинением песен. В этом весь он. Артистичный, настоящий мистер Креатив. У нас более простой стиль. Я думаю, мы не такие гении, как он. Этот альбом был нашей первой попыткой. Это был первый раз, когда Гвен по-настоящему написала весь материал сама, так что, на мой взгляд, это было противоположно продажности — мы сделали что-то ещё более личное. В прошлом Эрик писал песни о своей жизни, и Гвен пела их. Теперь есть Гвен, которая поёт и пишет о своём собственном опыте. Это делает его более естественным. Она певица, она должна петь о себе или петь то, что она хочет петь. Я думаю, что это главная причина, по которой изменился наш музыкальный стиль.

## Синглы
Первым синглом, выпущенным с Tragic Kingdom, стала песня «Just a Girl», в которой подробно рассказывается о рассуждений Гвен Стефани насчёт женских стереотипов и обеспокоенной реакции её отца на то, что она поздно возвращалась домой из дома своего парня. Он достиг 23-го места в чарте Billboard Hot 100 и 10-го места в чарте Modern Rock Tracks. Песня также попала в UK Singles Chart, где её первоначальный выпуск достиг 38-го места, а переиздание — 3-го. Вторым синглом стала песня «Spiderwebs», написанная о незаинтересованной женщине, которая пытается избежать постоянных телефонных звонков настойчивого мужчины. Он достиг позиций в чартах Billboard, таких как Modern Rock Tracks (5-е место), Top 40 Mainstream (11-е место) и достиг 16-го места в британском чарте UK Singles Chart.
Третьим синглом стала песня «Don't Speak», баллада о разрыве отношений Стефани и Канэла. Песня достигла первого места в чарте Billboard Hot 100 Airplay и оставалась 16 недель, что было рекордом для того времени, но в 1998 году рекорд был побит песней Goo Goo Dolls «Iris», которая продержалась 18 недель. Песня не попала в чарт Billboard Hot 100, поскольку не было выпущено ни одного коммерческого сингла, что в то время было обязательным требованием. Песня также достигла второго места в чарте Modern Rock Tracks, шестого места в чарте Adult Contemporary и первого места в чарте Adult Top 40, и на девятом месте в чарте Rhythmic Top 40. Песня также попала в международные чарты, достигнув первого места в Австралии, Бельгии, Нидерландах, Новой Зеландии, Норвегии, Швеции, Швейцарии и Соединённом Королевстве, второго места в Австрии и Германии и четвёртого места в Финляндии и Франции.
Песни «Excuse Me Mr.» и «Sunday Morning» были выпущены в качестве четвёртого и пятого синглов соответственно. Песня «Excuse Me Mr.» достигла 17-го места в чарте Billboard Modern Rock Tracks и 11-го места в чарте Новой Зеландии. Песня «Sunday Morning» достигла 35-го места в чарте Billboard Top 40 Mainstream, 21-го места в чарте Австралии, 42-го места в чарте Новой Зеландии и 55-го места в чарте Швеции. Сочинение песни началось, когда Канэл поссорился со Стефани, тогда его девушкой, через дверь ванной комнаты в доме его родителей в Йорба-Линде (Калифорния). Позже Стефани изменила текст песни, чтобы обсудить свой разрыв с Канэлом. Песня «Happy Now?» была выпущена в качестве шестого сингла из альбома 23 сентября 1997 года, но не попала ни в один из чартов. Седьмой по счёту сингл с Tragic Kingdom «Hey You!» достиг 51-го места в чарте Нидерландов Single Top 100. Несмотря на то, что сингл был выпущен только в Нидерландах, для продвижения песни был снят видеоклип, срежиссированный Софи Мюллером.

## Выпуск и продвижение
Tragic Kingdom был впервые выпущен на лейблах Trauma и Interscope 10 октября 1995 года. Чтобы продвинуть альбом, Trauma запустила уличную кампанию, ориентированную на старшеклассников и сообщество скейтбордистов. No Doubt выступали на фестивале Warped Tour, который спонсировался несколькими компаниями, занимающимися скейтбордингом, и на нескольких фестивалях скейтбординга. Альбом не входил в топ-100 чарта Billboard 200, пока в феврале 1996 года он не поднялся до 27 позиции. Палмер приписал этот скачок новостной программе Channel One News, которую Стефани вела в январе 1996 года, и последующему выступлению группы в Blockbuster LLC во Фресно (Калифорния).
В мае 1996 года группа сотрудничала с HMV, MuchMusic и Universal Music Group, чтобы организовать глобальную рекламную акцию в магазинах. Группа выступала и отвечала на вопросы в студии Muchmusic в Торонто, Онтарио. Видео транслировалась в прямом эфире в магазинах HMV по всему миру и в веб-трансляциях, чтобы фанаты могли смотреть и задавать вопросы группе через виджея MuchMusic. Продажи Tragic Kingdom удвоились через неделю после этого события. Спонсоры мероприятия обратились в Книгу рекордов Гиннесса с просьбой создать категорию для крупнейшей виртуальной акции в магазине, чтобы отметить это событие.
No Doubt отправились в турне в поддержку Tragic Kingdom после выхода альбома. Для проектирования сцены был выбран Project X, возглавляемый Люком Лафортуном и Майклом Килингом. Без сомнения, предлагалось украсить сцену в виде лесной поляны. Project X создал три антропоморфных дерева со светящимися апельсинами. Выступление включало прозрачное и майларовое конфетти, созданное в виде дождя. Дизайн освещения был сложным, так как было всего четыре репетиции. Впоследствии Лафортун назвал выступление «очень кинетическим представлением». Группа рассчитывала на то, что тур продлится два месяца, но в итоге тур продлился два с половиной года.
В начале 1997 года было снято выступление в спортивном комплексе «Arrowhead Pond on Anaheim», которое было выпущено как Live in the Tragic Kingdom на VHS 11 ноября 1997 года. Он был переиздан 25 ноября 2003 года на DVD как часть бокс-сета Boom Box, который также содержал The Singles 1992-2003, Everything in Time и The Videos 1992-2003; и 13 июня 2006 года, как отдельный DVD, содержащий бонусный материал из дополнительных песен, фотогалерея и альтернативная версия песни «Don't Speak».

## Отзывы
| Оценки критиков               | Оценки критиков |
| Источник                      | Оценка          |
| ----------------------------- | --------------- |
| AllMusic                      | [ 18 ]          |
| Encyclopedia of Popular Music | [ 40 ]          |
| Entertainment Weekly          | (C+)            |
| Los Angeles Times             | [ 41 ]          |
| MusicHound Rock               | [ 42 ]          |
| Music Week                    | [ 43 ]          |
| Pitchfork                     | (7.8/10)        |
| The Rolling Stone Album Guide | [ 45 ]          |
| The Village Voice             | (C+)            |

Альбом получил в основном положительные отзывы критиков. Дэвид Фрике из журнала Rolling Stone положительно оценил альбом, описав музыку  Tragic Kingdom как «бодрый, бело-пригородный взгляд на ска». В 2003 году альбом занял 441-е место в списке журнала Rolling Stone «500 величайших альбомов всех времён». Дэвид Браун из Entertainment Weekly описал музыку альбома как «изрядный кусок нью-вейв-вечеринки и фанка наподобие стиля Chili Peppers, с примесью регги, звучания гитар, диско, ска-ансамблей, а группа звучала как «опытные профессионалы».
Назвав альбом заметным улучшением по сравнению с «рассеянным, бессвязным написанием песен на двух предыдущих дисках [No Doubt]», Майк Бем из Los Angeles Times отметил, что в альбоме «группа яркая и энергичная». AllMusic назвал это «чистым весельем» и описал музыку как нечто «среднее между панк-роком 90-х, ска третьей волны и поп-пронзительностью» и смесью «мелодизма новой волны, пост-гранж-рока и пекла на Западном побережье». Обозреватель Yahoo! Music Билл Холдшип назвал альбом «феноменом», содержащим «хит за хитом», и описал «Spiderwebs» как «потрясающее открытие». Рецензент Роберт Кристгау назвал Стефани «гебефреничкой», а альбом «раздутым до предела» и «не таким певучим, как утверждают его одурманенные весельем сторонники». На церемонии вручения премии Грэмми в 1997 году No Doubt были номинированы на категории Лучший новый исполнитель и Лучший рок-альбом.
В 2000 году он занял 436-е место в списке «1000 лучших альбомов всех времён» Колина Ларкина.

## Коммерческие показатели
Достигнув в чарте Billboard 200 175-й позиции в январе 1996 года, Tragic Kingdom в конечном итоге достиг первого места в декабре 1996 года с 229 000 проданными копиями, проведя девять недель подряд на вершине чарта. Песня заняла второе место в Billboard 200 за 1997 год, уступив Spice Girls Spice. 5 февраля 1999 года Американская ассоциация звукозаписывающих компаний (RIAA) присвоила альбому «бриллиантовый» сертификат, и по данным на 2012 год было продано 8 167 000 копий в Соединённых Штатах; было продано еще 1,32 миллиона копий через BMG Music Club. Tragic Kingdom возглавил Canadian Albums Chart в декабре 1996 года, а в августе 1997 года был сертифицирован Канадской ассоциацией звукозаписывающих компаний (CRIA) как «бриллиантовый». В Европе альбом возглавил чарты Бельгии, Финляндии и Норвегии, одновременно достигнув первой пятерки в Австрии, Германии, Нидерландах, Швеции, Швейцарии и Соединённом Королевстве, а также в первую двадцатку во Франции. К апрелю 2004 года альбом был продан тиражом в 16 миллионов экземпляров по всему миру.
Коммерческий успех Tragic Kingdom побудил звукозаписывающие лейблы подписывать контракты с группами, играющими ска-музыку, и всё больше независимых лейблов выпускали ска-пластинки и сборники. Гитарист и вокалист Save Ferris Брайан Машберн заявил, что это, несомненно, помогло таким группам, как у него, добиться успеха и попасть в мейнстрим.

## Список композиций
| №                   | Название            | Автор                                 | Длительность |
| ------------------- | ------------------- | ------------------------------------- | ------------ |
| 1.                  | «Spiderwebs»        | Гвен Стефани Тони Канэл               | 4:28         |
| 2.                  | «Excuse Me Mr.»     | Г. Стефани Том Дюмон                  | 3:04         |
| 3.                  | «Just a Girl»       | Г. Стефани Дюмон                      | 3:28         |
| 4.                  | «Happy Now?»        | Г. Стефани Дюмон Канэл                | 3:43         |
| 5.                  | «Different People»  | Эрик Стефани [англ.] Г. Стефани Канэл | 4:34         |
| 6.                  | «Hey You!»          | Г. Стефани Канэл                      | 3:34         |
| 7.                  | «The Climb»         | Э. Стефани                            | 6:37         |
| 8.                  | «Sixteen»           | Г. Стефани Канэл                      | 3:21         |
| 9.                  | «Sunday Morning»    | Канэл Г. Стефани Э. Стефани           | 4:33         |
| 10.                 | «Don't Speak»       | Э. Стефани Г. Стефани                 | 4:23         |
| 11.                 | «You Can Do It»     | Г. Стефани Э. Стефани Дюмон Канэл     | 4:13         |
| 12.                 | «World Go 'Round»   | Канэл Г. Стефани                      | 4:09         |
| 13.                 | «End It on This»    | Г. Стефани Дюмон Канэл Э. Стефани     | 3:45         |
| 14.                 | «Tragic Kingdom»    | Э. Стефани                            | 5:31         |
| Общая длительность: | Общая длительность: | Общая длительность:                   | 59:30        |

## Участники записи
Адаптировано из примечаний к буклету диска Tragic Kingdom.

### No Doubt
- Гвен Стефани — вокал
- Том Дюмон — гитара
- Тони Канэл — бас-гитара
- Эдриан Янг — ударные, перкуссия
- Эрик Стефани[англ.] — фортепиано, клавишные

### Другие музыканты
- Фил Джордан — труба и флюгельгорн
- Габриэль Макнейр — тромбон, дополнительная перкуссия
- Жерар Буасс — саксофон (треки 5, 7, 14)
- Стивен Перкинс — стальной барабан (трек 1)
- Алоке Дасгупта — ситар (трек 6)
- Мелисса Хасин — виолончель (треки 8, 10)
- Билл Бергман — саксофон (треки 11, 12)
- Лес Ловитт — труба (треки 11, 12)
- Грег Смит — баритон-саксофон (треки 11, 12)
- Ник Лейн — тромбон (треки 11, 12)
- Мэттью Уайлдер — дополнительные клавишные (треки 3, 6)
- Альбхи Галутен — директор парадигмы (трек 5)

### Технический персонал
- Мэттью Уайлдер — продюсер
- Фил Каффел — запись (треки 3-10, 14)
- Джордж Ландресс — запись (треки 3, 6, 7)
- Мэтт Хайд[англ.] — запись (треки 1, 2, 13)
- Джон «Токес» Потокер — запись (треки 11-13)
- Рэй Блэр — запись (трек 5)
- Дэвид Джей Холман — сведение в Cactus Studios (Голливуд)
- Пол Палмер — сведение в Cactus Studios (Голливуд)
- Роберт Восгьен — мастеринг в CMS Digital (Пасадина)

### Оформление
- Morbido/Bizarrio[60] — дизайн
- Дэн Арсено — фотография
- Шелли Робертсон — фотография
- Патрик Миллер — фотография

## Хит-парады
| Чарт (1996–1997)                              | Высшая позиция |
| --------------------------------------------- | -------------- |
| Австралия (ARIA)                              | 3              |
| Австрия (Ö3 Austria)                          | 2              |
| Бельгия/Фландрия (Ultratop)                   | 1              |
| Бельгия/Валлония (Ultratop)                   | 1              |
| Канада (Canadian Albums Chart)                | 1              |
| Чехия (ČNS IFPI)                              | 5              |
| Дания(Hitlisten)                              | 1              |
| Нидерланды (Album Top 100)                    | 2              |
| Европа (European Albums/Music & Media)        | 2              |
| Финляндия (Suomen virallinen lista)           | 1              |
| Франция (SNEP)                                | 14             |
| Германия (Offizielle Top 100)                 | 2              |
| Греция (IFPI)                                 | 2              |
| Венгрия (MAHASZ)                              | 6              |
| Исландия (Tónlist)                            | 1              |
| Ирландия (IRMA)                               | 1              |
| Италия (FIMI)                                 | 13             |
| Япония (Oricon)                               | 71             |
| Новая Зеландия (RMNZ)                         | 1              |
| Норвегия (VG-lista)                           | 1              |
| Португалия (AFP)                              | 3              |
| Шотландия (Scottish Albums Chart)             | 4              |
| Испания (AFYVE)                               | 5              |
| Швеция (Sverigetopplistan)                    | 3              |
| Швейцария (Schweizer Hitparade)               | 3              |
| Великобритания (UK Albums Chart)              | 3              |
| Великобритания (UK Rock & Metal Albums Chart) | 1              |
| США (Billboard 200)                           | 1              |

| Чарт (1996)           | Позиция |
| --------------------- | ------- |
| Канада (RPM)          | 16      |
| Новая Зеландия (RMNZ) | 28      |
| США (Billboard 200)   | 19      |

| Чарт (1997)                            | Позиция |
| -------------------------------------- | ------- |
| Австралия (ARIA)                       | 6       |
| Австрия (Ö3 Austria)                   | 12      |
| Бельгия ( Фландрия)                    | 24      |
| Бельгия ( Валлония)                    | 21      |
| Дания (Hitlisten)                      | 4       |
| Нидерланды (Album Top 100)             | 6       |
| Европа (European Albums/Music & Media) | 3       |
| Франция (SNEP)                         | 42      |
| Германия (Offizielle Top 100)          | 5       |
| Новая Зеландия (RMNZ)                  | 13      |
| Швеция (Sverigetopplistan)             | 23      |
| Швейцария (Schweizer Hitparade)        | 11      |
| Великобритания (UK Albums/OCC)         | 26      |
| США (Billboard 200)                    | 2       |

| Чарт (1990–1999)    | Позиция |
| ------------------- | ------- |
| США (Billboard 200) | 22      |

| Чарт                        | Позиция |
| --------------------------- | ------- |
| США (Billboard 200)         | 67      |
| США (Billboard 200) (women) | 21      |

## Сертификации и продажи
| Регион | Сертификация  | Продажи    |
| --- | ------------- | ---------- |
| Аргентина (CAPIF) | Золотой       | 30 000^    |
| Австралия (ARIA) | 4× Платиновый | 280 000^   |
| Австрия (IFPI Austria)                                                                                                   | Золотой       | 25 000*    |
| Бельгия (BEA) | Платиновый    | 50 000*    |
| Бразилия (ABPD) | Золотой       | 100 000*   |
| Канада (Music Canada) | Бриллиантовый | 1 000 000^ |
| Финляндия (Musiikkituottajat)                                                                                            | Платиновый    | 55,785     |
| Франция (SNEP) | 2× Золотой    | 200 000*   |
| Германия (BVMI) | Золотой       | 360,000    |
| Израиль | Золотой       |            |
| Италия (FIMI) | Платиновый    | 100 000*   |
| Япония (RIAJ) | Золотой       | 100 000^   |
| Нидерланды (NVPI) | Платиновый    | 100 000^   |
| Новая Зеландия (RMNZ) | 5× Платиновый | 75,000^    |
| Норвегия (IFPI Norway)                                                                                                   | Платиновый    | 50 000*    |
| Испания (PROMUSICAE) | Платиновый    | 100 000^   |
| Швеция (GLF) | 2× Платиновый | 200 000^   |
| Швейцария (IFPI Switzerland)                                                                                             | Платиновый    | 50 000^    |
| Великобритания (BPI) | Платиновый    | 533,172    |
| США (RIAA) | Бриллиантовый | 9,487,000  |
| Итого |               |            |
| Азиатско-Тихоокеанский регион                                                                                            | —             | 500,000    |
| Европа (IFPI) | 2× Платиновый | 2 000 000* |
| Латинская Америка | —             | 450,000    |
| Мир | —             | 16,000,000 |
| * Данные о продажах приведены только на основе сертификации. ^ Данные о тиражах приведены только на основе сертификации. |               |            |

## Комментарии
1. ↑  По данным Nielsen SoundScan, на июль 2012 года в Соединённых Штатах было продано 8 167 000 копий Tragic Kingdom[54], а по данным BMG Music Club было продано ещё 1,32 миллиона копий[55]. Nielsen SoundScan не учитывает альбомы, проданные через такие клубы, как BMG Music Service, которые были очень популярны в 1990-х годах[125].